# Agricultores de Morelos
Los Agricultores de Morelos es un equipo de béisbol que participó en la Liga del Norte de Coahuila con sede en Morelos, Coahuila, México.

## Historia
Los Agricultores de Morelos pertenecen al grupo GIMSA, que también son propietarios de los Pericos de Puebla. Tienen como casa el estadio Santiago V. González ubicado en la ciudad deportiva de la localidad.

## Jugadores

### Roster actual
Por definir.